# محوطه شیرزاد
محوطه شیرزاد مربوط به سده‌های میانه دوران‌های تاریخی پس از اسلام است و در شهرستان زنجان، بخش مرکزی، دهستان بوغدا کندی، ۳ کیلومتری شمال شرق روستای کاوند واقع شده و این اثر در تاریخ ۲۶ اسفند ۱۳۸۷ با شمارهٔ ثبت ۲۵۹۴۹ به‌عنوان یکی از آثار ملی ایران به ثبت رسیده است.